# Сапиев, Еркебулан Оналбекович
Еркебулан Оналбекович Сапиев (каз. Еркебұлан Оналбекұлы Сәпиев; род. 26 июня 1975, Москва) — казахстанский дипломат. Чрезвычайный и Полномочный Посол Республики Казахстан в Туркменистане (2019—2022), Турции (с 2022 года).

## Биография
Окончил Анкаринский государственный университет в 1998 году.
В 1999 году — ведущий экономист департамента макроэкономической и финансовой статистики Министерства финансов Казахстана.
В 2000—2003 годах работал на руководящих должностях в Министерстве финансов Казахстана.
В 2003—2004 годах — заместитель, первый заместитель председателя правления АО «Фонд развития предпринимательства».
В 2004—2006 годах — главный эксперт, заведующий сектором Администрации президента Казахстана.
В 2006—2011 годах — советник, советник-посланник посольства Казахстана в Турецкой Республике.
В 2011—2014 годах работал на руководящих должностях в центральном аппарате Министерства иностранных дел Казахстана.
С сентября 2014 года по июль 2018 года — генеральный консул Казахстана в городе Стамбуле.
С августа 2019 года по март 2022 года — Чрезвычайный и Полномочный Посол Республики Казахстан в Туркменистане.
С марта 2022 года — Чрезвычайный и Полномочный Посол Республики Казахстан в Турецкой Республике. С декабря 2022 года по 16 июля 2024 года — Чрезвычайный и Полномочный Посол Республики Казахстан в Республике Албания по совместительству.